# Wilner Tog
Wilner Tog (pol. Dzień Wilna, od 1937 r., wydawany pod tytułem Undzer Tog) – wileński dziennik w języku jidysz ukazujący się od 1919 do 1939 r. 
Dyrektorem gazety i jej głównym ideologiem w okresie jej istnienia był znany propagator języka jidysz Zalman Rajzen. Finansowo wspierał ją filantrop Borys Kleckin. Redakcja mieściła się przy ul. Trockiej 2. Gazeta stanowiła forum dla różnych opcji politycznych, jak pisał Henri Minczeles – dziennik:

wspierały wszystkiego organizacje jidyszowe, a także Bund, Poalej Syjon-Lewicy, fołkiści skupieni wokół Cemecha Szabadai, sporadycznie, komuniści.

Gazeta borykała się z cenzurą, gdyż władze polskie postrzegało je jako lewicowe, na co wpływ miała osoba Zalmana Rajzera, który otwarcie przeciwstawiał się przejawom polskiego antysemityzmu, jak i publikowane w niej artykuły polityczne i lewicowy charakter, czego efektem były konfiskaty nakładów lub zawieszanie dziennika przez władze.
Na łamach gazety swoje wiersze publikowali poeci Abraham Suckewer i Michael Astur.
W styczniu 1937 roku, w czasie serii zamachów bombowych w Wilnie, głównie na obiekty żydowskie, pod redakcję został podłożony tak zwany ładunek petardowy.